# Amboronabo
Amboronabo est une commune urbaine malgache située dans la partie centre-nord de la région d'Atsimo-Andrefana.